# Wank
De Wank is een berg in de deelstaat Beieren, Duitsland. De berg heeft een hoogte van 1780 meter.
De Wank is onderdeel van het Estergebergte, dat weer deel uitmaakt van de Bayerische Voralpen.
Met een lengte van 3,6 kilometer wordt de geplande Wanktunnel ingezet om Garmisch-Partenkirchen te ontlasten, als onderdeel van de Bundesstraße2.